# 龍真咲
龍 真咲（りゅう まさき、1982年12月18日 - ）は、日本の女優・歌手。元宝塚歌劇団月組トップスター。
大阪府東大阪市、城星学園出身。身長171cm。愛称は「まさお」。

## 来歴
1999年、宝塚音楽学校入学。
2001年、宝塚歌劇団に87期生として入団。入団時の成績は29番。宙組公演「ベルサイユのばら2001」で初舞台。その後、月組に配属。
小顔に長身、甘いマスクに麗しい歌声と、スターとしての素質を早くから覗かせ、2006年のバウ・ワークショップ「Young Bloods!!」で、バウホール公演初主演。
2007年の「パリの空よりも高く」で新人公演初主演。同年の「マジシャンの憂鬱」で2度目の新人公演主演。この頃より2期下の明日海りおと月組ホープとして扱われるようになる。
2009年の「二人の貴公子」で、明日海とバウホール公演ダブル主演。
2010年の「HAMLET!!」（バウホール・日本青年館公演）で、バウホール単独・東上公演初主演。同年に霧矢大夢がトップ就任後は、明日海と共に月組2番手に昇格。
2012年の霧矢退団後、月組トップスターに就任。月組から16年ぶりに誕生した生え抜きのトップとなり、21世紀に入団した生徒から誕生した初のトップともなった。相手役に男役から転向したばかりの愛希れいかを迎え、「ロミオとジュリエット」でトップコンビ大劇場お披露目。同作と翌年の「ベルサイユのばら」では、準トップスターに就任した明日海と役替わりで主演を務める。
2016年9月4日、「NOBUNAGA／Forever LOVE!!」東京公演千秋楽をもって、宝塚歌劇団を退団。劇団100周年時に在籍した最後のトップの卒業ともなった。
退団後は、スペースクラフト所属となり、芸能活動を再開するが、2019年に退社し、芸能活動を一時休止することを発表。同年、自身のインスタグラムでモータースポーツ関係者と結婚したことを報告した。
結婚後は日本とモナコを行き来する生活を送っている。2023年に第一子の男子を出産したことを報告した。

## 宝塚歌劇団時代の主な舞台

### 初舞台
- 2001年4 - 5月、宙組『ベルサイユのばら2001-フェルゼンとマリー・アントワネット編-』（宝塚大劇場のみ）

### 月組時代
- 2001年8 - 9月、『大海賊』 - 新人公演：デイビッド（本役：北翔海莉）『ジャズマニア』（東京宝塚劇場のみ）[10]
- 2001年10 - 11月、『大海賊』 - パン屋『ジャズマニア』（全国ツアー）
- 2002年1 - 5月、『ガイズ&ドールズ』 - 新人公演：クバーナの男（本役：紫城るい）[10][7]
- 2002年6 - 7月、『SLAPSTICK』（バウホール・日本青年館） - ルー・コディ
- 2002年8 - 12月、『長い春の果てに』 - 新人公演：ヴァール（本役：北翔海莉）『With a Song in my Heart』[10]
- 2003年1 - 2月、『春ふたたび』 - 家来『恋天狗』 - 権八（バウホール）
- 2003年4 - 8月、『花の宝塚風土記（ふどき）』『シニョール ドン・ファン』 - 新人公演：ディーラー（本役：一色瑠加）[10]
- 2003年11 - 2004年3月、『薔薇の封印』 - 新人公演：ピーター（本役：月船さらら）[10]
- 2004年4 - 5月、『愛しき人よ-イトシキヒトヨ-』（バウホール・日本青年館） - ボリス・ブラセンラ
- 2004年6 - 10月、『飛鳥夕映え』 - 新人公演：山背大兄皇子（本役：楠恵華）『タカラヅカ絢爛II』[10]
- 2005年2 - 5月、『エリザベート』 - 黒天使、新人公演：ルドルフ（本役：大空祐飛）[10][7]
- 2005年7月、『BourbonStreet Blues』（バウホール） - ロッシ／ロバート
- 2005年9 - 12月、『JAZZYな妖精たち』 - リチャード、新人公演：オーベロン（本役：光樹すばる）『REVUE OF DREAMS』[10]
- 2006年2 - 3月、『Young Bloods!!-Sparkling MOON-』（バウホール） - RYU バウWS主演[9][10][13][7]
- 2006年5 - 8月、『暁（あかつき）のローマ』 - ストラトーン、新人公演：ブルータス（本役：瀬奈じゅん）『レ・ビジュー・ブリアン』[10]
- 2006年10月、『あかねさす紫の花』 - 天比古『レ・ビジュー・ブリアン』（全国ツアー）
- 2007年1 - 4月、『パリの空よりも高く』 - フローベル、新人公演：アルマンド・ジャッケ（本役：瀬奈じゅん）『ファンシー・ダンス』 新人公演初主演[11][10][13][4]
- 2007年5 - 6月、『大坂侍』（バウホール・日本青年館） - 極楽の政
- 2007年8 - 11月、『MAHOROBA』『マジシャンの憂鬱』 - レオー、新人公演：シャンドール（本役：瀬奈じゅん） 新人公演主演[11][10]
- 2007年12 - 2008年1月、『A-“R”ex』（ドラマシティ・日本青年館） - ヘファイスティオン
- 2008年3 - 7月、『ME AND MY GIRL』[10]
- 2008年8月、『ME AND MY GIRL』（博多座） - ジェラルド・ボリングボーク[注釈 1]／ジャクリーン・カーストン（ジャッキー）[注釈 1][13]
- 2008年11 - 2009年2月、『夢の浮橋』 - 道定『Apasionado!!』
- 2009年3月、『二人の貴公子』（バウホール） - パラモン バウW主演[12][13][7]
- 2009年5 - 8月、『エリザベート』 - ルイジ・ルキーニ[7]
- 2009年10 - 12月、『ラスト プレイ』 - クリストファー『Heat on Beat!（ヒート オン ビート）』
- 2010年2月、『HAMLET!!』（バウホール・日本青年館） - ハムレット 東上初主演[12][13][7]
- 2010年4 - 7月、『THE SCARLET PIMPERNEL（スカーレット ピンパーネル）』 - ショーヴラン[注釈 1]／アルマン・サン・ジュスト[注釈 1][13][7]
- 2010年9 - 11月、『ジプシー男爵-Der Zigeuner Baron-』 - パリ『Rhapsodic Moon（ラプソディック・ムーン）』
- 2011年3 - 5月、『バラの国の王子』 - 王様／先代の王様『ONE』
- 2011年7 - 10月、『アルジェの男』 - ジャック『Dance Romanesque（ダンス ロマネスク）』
- 2011年11 - 12月、『我が愛は山の彼方に』 - チャムガ『Dance Romanesque（ダンス ロマネスク）』（全国ツアー）
- 2012年2 - 4月、『エドワード8世』 - ガイ・バージェス『Misty Station』[7]

### 月組トップスター時代
- 2012年6 - 9月、『ロミオとジュリエット』 - ロミオ[注釈 1]／ティボルト[注釈 1] 大劇場トップお披露目公演[8][15][7][4]
- 2012年10 - 11月、『愛するには短すぎる』 - フレッド・ウォーバスク『Heat on Beat!（ヒート オン ビート）』（全国ツアー）
- 2013年1 - 3月、『ベルサイユのばら-オスカルとアンドレ編-』 - オスカル・フランソワ・ド・ジャルジェ[注釈 1]／アンドレ・グランディエ[注釈 1][16]
- 2013年5月、『ME AND MY GIRL』（梅田芸術劇場） - ウィリアム・スナイブスン（ビル）
- 2013年5月、雪組『ベルサイユのばら-フェルゼン編-』（宝塚大劇場） - アンドレ・グランディエ[注釈 2]
- 2013年7 - 10月、『ルパン-ARSÈNE LUPIN-』 - アルセーヌ・ラウール・ルパン／アルベール・ド・サヴリー『Fantastic Energy!』
- 2013年11 - 12月、『JIN-仁-』 - 南方仁『Fantastic Energy!』（全国ツアー）
- 2014年1月、『風と共に去りぬ』（梅田芸術劇場） - スカーレット・オハラ[5][4]
- 2014年3 - 6月、『宝塚をどり』『明日への指針 -センチュリー号の航海日誌-』 - ジェイク『TAKARAZUKA 花詩集100!!』 - 花詩集の紳士／花の紳士S／若い僧／蘭の王／トップスター男／踊る紳士S／ブラックローズS／銀の花の男[4]
- 2014年7 - 8月、『宝塚をどり』『明日への指針-センチュリー号の航海日誌-』 - ジェイク『TAKARAZUKA 花詩集100!!』（博多座）
- 2014年9 - 12月、『PUCK（パック）』 - パック『CRYSTAL TAKARAZUKA-イメージの結晶-』[5][4]
- 2015年2 - 3月、『風と共に去りぬ』（中日劇場） - スカーレット・オハラ[5]
- 2015年4 - 7月、『1789-バスティーユの恋人たち-』 - ロナン・マズリエ[5]
- 2015年9月、『DRAGON NIGHT!!』（ドラマシティ・文京シビックホール）
- 2015年11 - 2016年2月、『舞音-MANON-』 - シャルル・ド・デュラン『GOLDEN JAZZ』
- 2016年3 - 4月、龍真咲コンサート『Voice』（赤坂ACTシアター・ドラマシティ） - MASA-O
- 2016年6 - 9月、『NOBUNAGA〈信長〉-下天の夢-』 - 織田信長『Forever LOVE!!』 退団公演[5]

### 出演イベント
- 2001年12月、『ガイズ&ドールズ』前夜祭
- 2003年9月、大空祐飛ディナーショー『SPARK!!』[21]
- 2004年11月、瀬奈じゅんコンサート『SENA!』
- 2006年9月、TCAスペシャル2006『ワンダフル・ドリーマーズ』
- 2007年9月、TCAスペシャル2007『アロー!レビュー!』
- 2008年3月、『ME AND MY GIRL』前夜祭
- 2008年12月、タカラヅカスペシャル2008『La Festa!』
- 2009年6月、『百年への道』
- 2010年12月、タカラヅカスペシャル2010『FOREVER TAKARAZUKA』
- 2011年1月、龍真咲ディナーショー『Hot Fairy』 主演[22]
- 2011年12月、タカラヅカスペシャル2011『明日に架ける夢』
- 2012年12月、タカラヅカスペシャル2012『ザ・スターズ!〜プレ・プレ・センテニアル〜』
- 2013年10月、第52回『宝塚舞踊会』[23]
- 2014年4月、宝塚歌劇100周年 夢の祭典『時を奏でるスミレの花たち』
- 2014年10月、『宝塚歌劇100周年記念 大運動会』
- 2014年12月、タカラヅカスペシャル2014『Thank you for 100 years』
- 2015年12月、タカラヅカスペシャル2015『New Century，Next Dream』
- 2016年7月、龍真咲ディナーショー『Goodbye Fairy』 主演[24]

## 宝塚歌劇団退団後の主な活動

### 舞台
- 2016年12 - 2017年1月、『エリザベート TAKARAZUKA20周年 スペシャル・ガラ・コンサート』（梅田芸術劇場・オーチャードホール） - エリザベート／ルイジ・ルキーニ[25]
- 2018年4 - 7月、『1789 -バスティーユの恋人たち-』（帝国劇場・新歌舞伎座・博多座） - マリー・アントワネット[注釈 3][26]
- 2019年1月、『SHIRANAMI』（新国立劇場） - 赤星十三郎／小夜[27]
- 2019年3月、『DEVIL MAY CRY-THE LIVE HACKER-』（Zepp DiverCity TOKYO） - レディ[28]
- 2024年12月、『RUNWAY』（梅田芸術劇場・KAAT神奈川芸術劇場）[29]

### ラジオ
- 2019年10 - 2022年9月、ニッポン放送『龍真咲のMOONLIGHT PARTY』[2]

### ドラマ
- 2013年6月、TBS『TAKE FIVE〜俺たちは愛を盗めるか〜』 - 第8話[注釈 4]

## 受賞歴
- 2008年、『宝塚歌劇団年度賞』 - 2007年度新人賞[30]
- 2010年、『宝塚歌劇団年度賞』 - 2009年度努力賞[30]
- 2013年、『宝塚歌劇団年度賞』 - 2012年度優秀賞[30]
- 2015年、『阪急すみれ会パンジー賞』 - 男役賞[31]